# Уилиямсбърг (окръг, Южна Каролина)
Окръг Уилиямсбърг (на английски: Williamsburg County) е окръг в щата Южна Каролина, Съединени американски щати. Площта му е 2427 km², а населението – 31 026 души (1 април 2020). Административен център е град Кингстри.